# Совет народных депутатов города Владимира
Совет народных депутатов города Владимира — представительный орган местного самоуправления, который осуществляет законотворческую, контрольную и иные функции в городском округе Владимир.

## История
Представительные органы власти во Владимире имеют глубокие корни, уходящие к земским собраниям XIX века. Первый опыт местного самоуправления связан с Владимирским губернским земским собранием, созданным в 1866 году. Его задача — решение хозяйственных, социальных и культурных вопросов региона, а также взаимодействие с центральной властью.
Современный Совет народных депутатов сформировался в XX веке: в 1917 году прошёл губернский съезд Советов. В советское время город был административным центром, и местным законодательным органом стал городской Совет депутатов трудящихся, позже переименованный в Совет народных депутатов.
После распада СССР в 1990-х начался переход к современной системе самоуправления. В марте 1997 года прошли выборы первого созыва городской Думы, которая стала законодательным органом города. С тех пор Совет народных депутатов Владимира занимается принятием нормативных актов, утверждением бюджета, контролем исполнительной власти и взаимодействием с населением.

## Функции и полномочия Совета
- Принятие местных нормативных актов и муниципальных правовых решений.[4]
- Утверждение и контроль исполнения городского бюджета.
- Контроль деятельности администрации города и муниципальных предприятий.
- Решение вопросов градостроительства, социальной политики, коммунального хозяйства и развития городской инфраструктуры.
- Назначение выборов, проведение публичных слушаний и референдумов.

## Выборы
Последние выборы в Совет народных депутатов города Владимира проходили 13 сентября 2020 года. По их итогам все 25 депутатских мандатов получили представители партии «Единая Россия» — это впервые в истории города, когда весь депутатский корпус стал однопартийным. Явка избирателей была низкой — около 18-20 %.Следующие выборы: назначены на 14 сентября 2025 года.
- Выборы проходят по одномандатным округам
- Совет избирается на 5 лет